# Irina Levítina
Irina Solomónovna Levítina (en rus Ирина Соломоновна Левитина) (Leningrad, 8 de juny de 1954) és una jugadora d'escacs i de bridge russo-estatunidenca. En escacs, va obtenir el títol de Gran Mestre Femení el 1976, i va ser aspirant al Campionat del Món l'any 1984. En bridge ha guanyat cinc vegades el campionat del món, i ha format part de dos equips femenins dels EUA campions del món.

## Carrera d'escacs
Va tenir destacades actuacions en el cicle pel campionat del món femení. L'any 1973, va empatar als llocs 2n-5è a l'Interzonal de Menorca. El 1974, va vèncer Valentina Kozlóvskaia per 6,5 : 5,5 a Kislovodsk (matx de semifinals). El 1975, va perdre amb Nana Aleksàndria 8:9 en la final dels matxs de candidats a Moscou. El 1977, va perdre contra Alla Kushnir 3:6 en un matx de quarts de final a Dortmund.
El 1982, va ocupar el segon lloc a l'Interzonal de Tbilisi. El 1983, va vèncer Nona Gaprindaixvili 6:4 a Lviv (quarts de final), i Alexandria 7,5 : 6,5 a Dubnà (semifinal). El 1984, va vèncer Lídia Semènova 7:5 a Sotxi (final) i es va convertir en aspirant al Campionat del món femení. Levítina va perdre contra Maia Txiburdanidze 5½ : 8½ en un matx pel títol a Volgograd 1984.

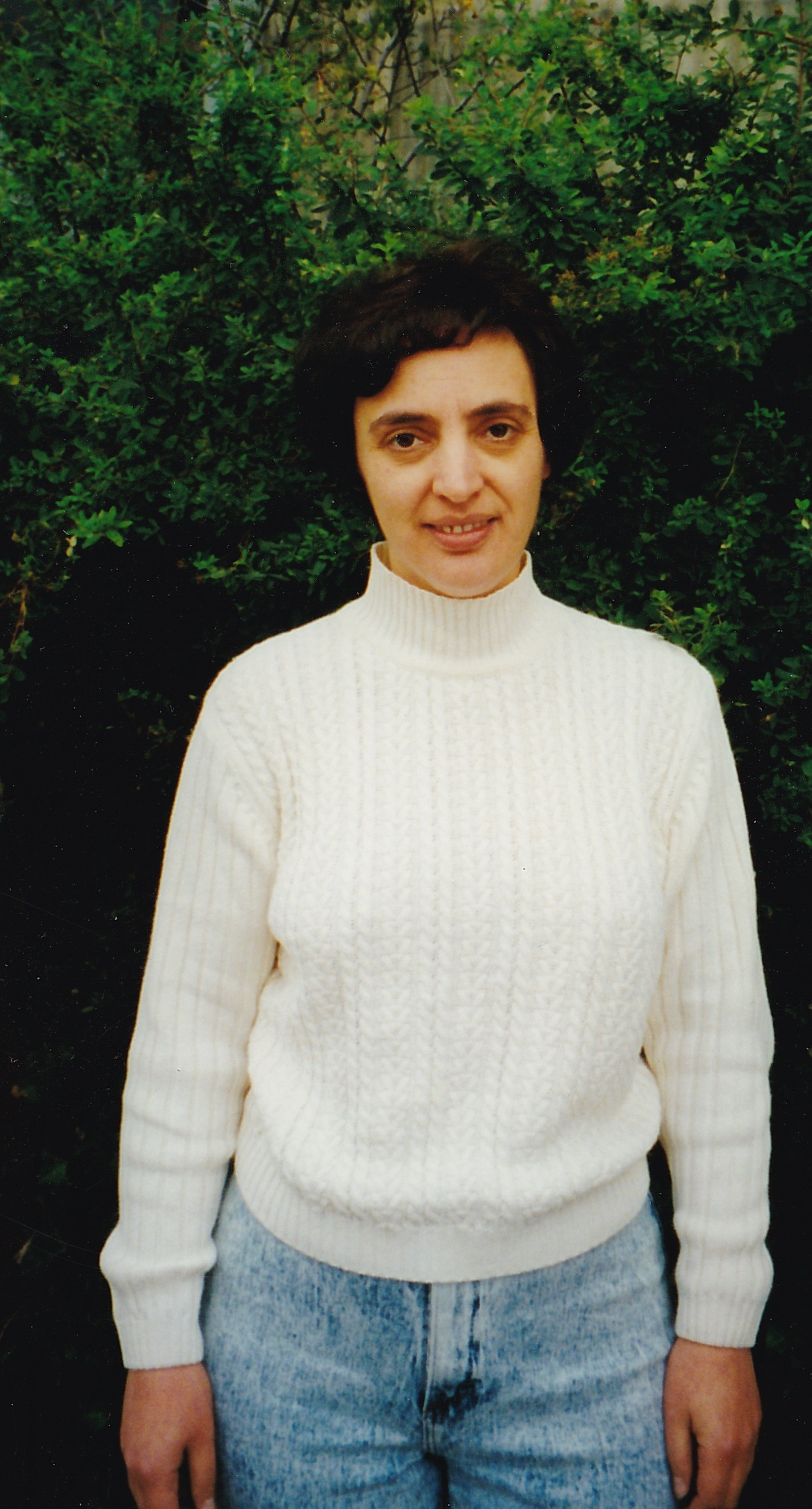
Irina Solomónovna Levítina al 10è Campionat del món de bridge (Lilla, França, 1998)

El 1986, va aconseguir la 7a posició a Malmö (Torneig de Candidats; la guanyadora fou Elena Donaldson-Akhmilovskaya). El 1987, va empatar entre el 2n i el 4t llocs a l'Interzonal de Smederevska Palanka. El 1988, va empatar al 3r i 4t llocs a Tsqaltubo (Candidats). El 1991, va empatar al 3r i 4t llocs a l'Interzonal de Subotica. El 1992, va ocupar la 6a posició a Xangai (Candidats; el torneig el va guanyar Zsuzsa Polgár).
Va ser campiona femenina soviètica quatre vegades: el 1971, el 1978 (conjuntament), el 1979 i el 1981.
Després de la seva emigració el 1990 als Estats Units, també ha estat campiona femenina dels EUA el 1991 (conjuntament), 1992 i 1993 (conjuntament).
Va participar en diverses olimpíades d'escacs femenines, representant la Unió Soviètica, i l'any 1992 representant els Estats Units.

### Partides d'escacs notables
- Nana G Alexandria vs Irina Levítina, Moscou cf (Dones) 1975, defensa siciliana: variant Kan (B43), 0-1.
- Irina Levítina vs Goltsova, Sebastopol 1978, defensa siciliana: siciliana antiga (B30), 1-0.

## Carrera en el bridge
Levítina és actualment jugadora de bridge professional. Ha guanyat 5 títols de campiona del món en bridge femení i molts títols "nacionals" (esdeveniments importants als campionats nord-americans de bridge, esdeveniments de 10 dies tres cops anuals). En algun moment abans de les trobades europees i mundials de 2014 (estiu i octubre), Levítina va ocupar el lloc 15 entre 73 Grans Mestres del món femení per punts mundials (MP) i el cinquè en punts de classificació que no disminueixen amb el temps.
L'any 1986, Levítina va guanyar el premi Alpwater a la millor mà jugada de l'any per una jugadora, convertint-se en la primera ciutadana soviètica a guanyar un premi de bridge.